# 張質
張質（？—1641年），號彬如，號河南開封府商水縣人，明末清初政治人物。同進士出身。

## 生平
天啓四年（1624年）甲子科河南鄉試第五十一名舉人，崇禎七年（1634年），登甲戌科會試第二百四十五名，廷試三甲六十二名進士，兵部觀政，本年六月授山西临汾县知县。以内艰归乡。崇祯十四年十月辛巳之变，李自成闯軍破商水，知县姚文衡投井而死，教谕王应登自缢，乡官张质与國學生傅嘉言、高思忠等人皆被捉獲，不屈而死。明朝贈礼部主事，入祀忠義祠。

## 家族
曾祖張時厚；祖张得印，寿官；父张学孔，廪生。